# NN Running Team

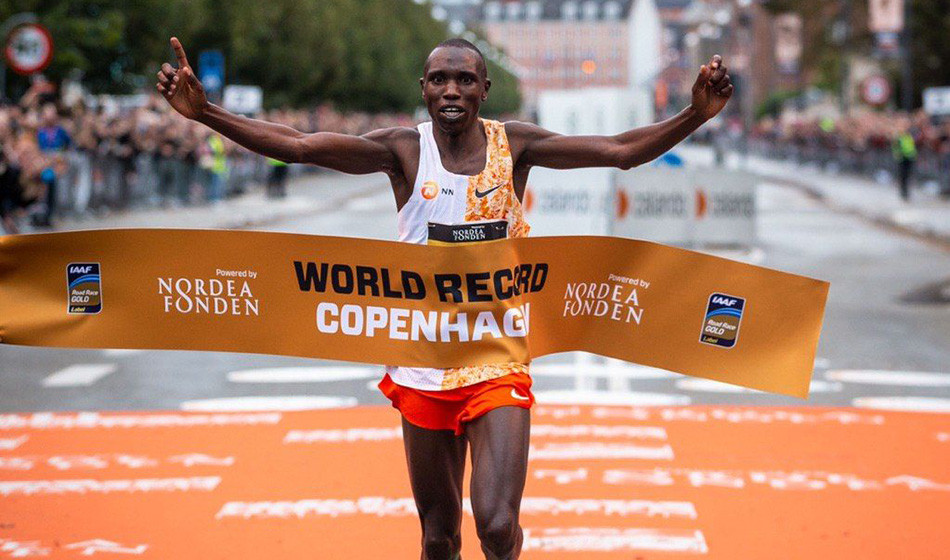
Geoffrey-Kamworor lors de son record du monde du marathon de Copenhagen

NN Running Team est une équipe de course à pied professionnelle basée aux Pays-Bas. Elle est fondée par Jos Hermens, directeur de Global Sports Communication. L’équipe comprend certains coureurs de longue distance parmi les plus accomplis du monde, y compris de nombreux olympiens. L'un des camps d'entraînement de l'équipe NN est situé à Kaptagat, au Kenya. Eliud Kipchoge, Geoffrey Kamworor et Kenenisa Bekele font partie de ses membres les plus notables.

## Membres
NN Running Team compte environ 60 coureurs de 15 pays. En 2019, les membres de l'équipe comprennent les athlètes suivants:

### Hommes
- Kenenisa Bekele (ETH)
- Eliud Kipchoge (KEN)
- Geoffrey Kamworor (KEN)
- Abel Kirui (KEN)
- Geoffrey Kirui (KEN)
- Birhanu Legese (ETH)
- Joshua Cheptegei (UGA)
- Stephen Kiprotich (UGA)
- Abdi Nageeye (NED)
- Bashir Abdi (BEL)
- Mule Wasihun (ETH)
- Laban Korir (KEN)
- Marius Ionescu (ROU)
- Gideon Kipketer (KEN)
- Solomon Deksisa (ETH)
- Philemon Rono (KEN)
- Björn Koreman (NED)

### Femmes
- Ashete Bekere (ETH)
- Tadelech Bekele (ETH)
- Selly Chepyego (KEN)
- Florence Kiplagat (KEN)